# Joshibi Universität für Kunst und Design

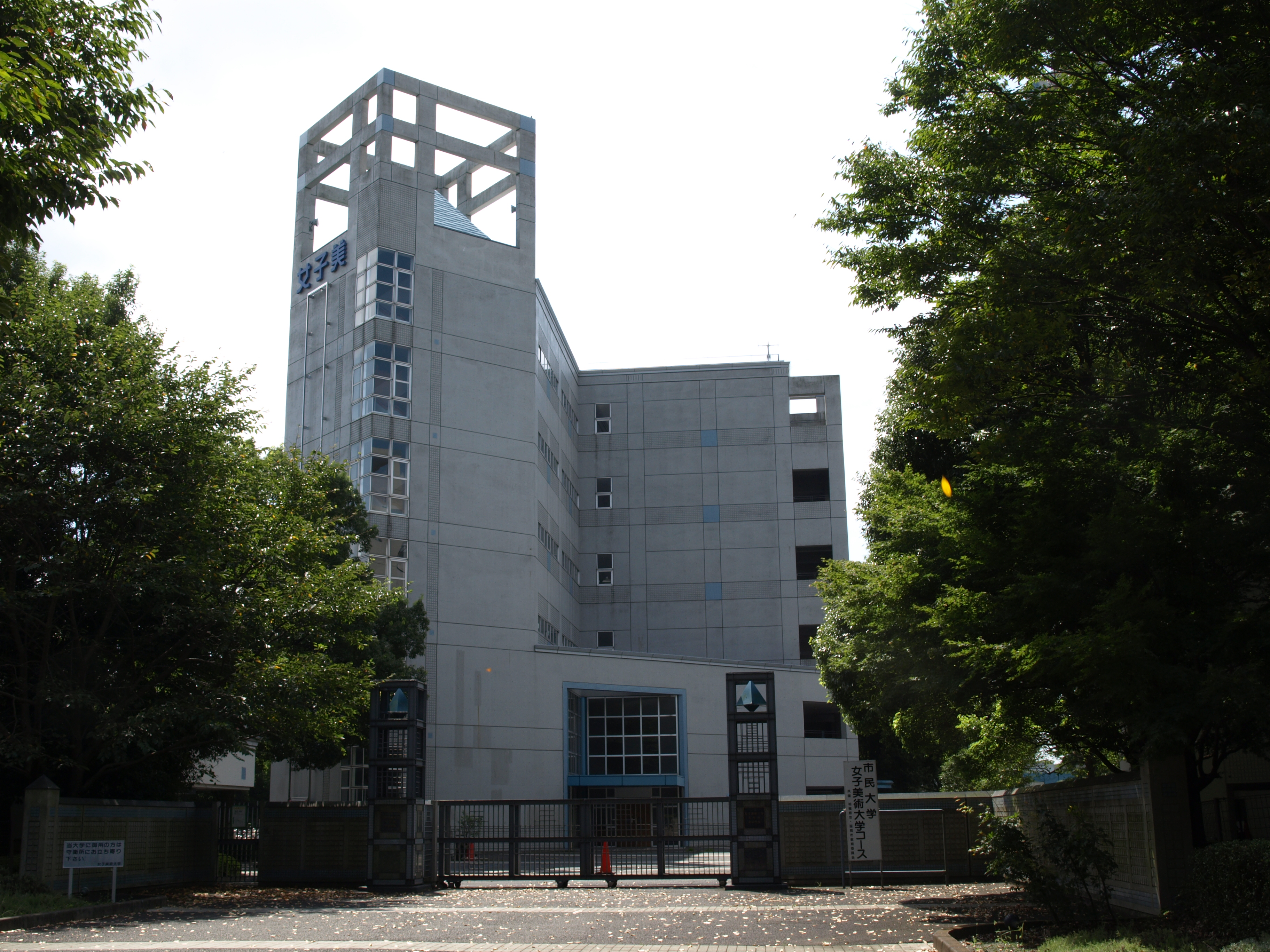
Joshibi Universität 2009

Die Joshi bijutsu daigaku (japanisch 女子美術大学, „Frauen-Kunstuniversität“, kurz 女子美 Joshibi), „englisch“ Joshibi University of Art and Design (denglisch Joshibi Universität für Kunst und Design) ist eine private, gemeinnützige Kunsthochschule für Frauen in Japan.

## Geschichte
1900 wurde die shiritsu joshi bijutsu gakkō (私立女子美術学校, „private Frauen-Kunstschule“; englisch Private Women's School of Fine Arts, „Private Frauenschule der Bildende Künste“) von Tamako Yokoi gegründet und ist damit die älteste private Kunsthochschule Japans. Das Studium an dieser Universität steht bis heute ausschließlich Frauen offen. Ziel dieser Bildungseinrichtung war und ist, die Selbstständigkeit der Frauen durch Kunst zu stärken, den sozialen Status von Frauen zu verbessern und sie zu befähigen, Kunsterzieherinnen zu werden. Dieses von der Gründerin gesetzte Ziel wird auch heute weiterhin verfolgt, indem eine entsprechende Lernumgebung geschaffen wurde, in deren Mittelpunkt der Mensch als Ausgangspunkt jeder Kunst steht.
Die Universität ist staatlich anerkannt.

## Campus
Die Joshibi Universität hat zwei Universitätsgelände, einen Campus in Sagamihara und seit 2010 einen weiteren in Suginami in Tokio. Sie besitzt außerdem Räumlichkeiten für Ausstellungen auf dem Sagamihara Campus, das Joshibi Art Museum. Es wurde eingerichtet, um mit den Einwohnern der Gemeinde Sagamihara in Kontakt zu treten und der Kunst zu dienen. Im Laufe eines Jahres finden dort durchschnittlich sechs Ausstellungen statt, begleitet von Bildungsprogrammen, Workshops und öffentlichen Vorträgen.

## Studiengänge
Die Universität teilt sich in die drei Fakultäten: Bildende Kunst, Design und Handwerk sowie Fächerübergreifende Kunst und Design (Cross-Disciplinary Art and Design). Die Fakultät Bildende Kunst bietet die Fächer Ölmalerei, Japanische Malerei, Skulpturen, Kunsterziehung sowie Kunst und Kultur an. In der Fakultät Design und Handwerk kann man Kurse in Visual Design, Produktdesign, Environmental Design sowie Textilien, Keramik und Glas belegen. Medienkunst und Design, Art and Design for Healing, Kunstproduktion und Museumsstudien sowie Mode und Textilien werden als Studienfächer der Fakultät Cross-Disciplinary Art and Design angeboten. An der Universität kann nach einem vierjährigen Studium ein Bachelor-Abschluss erworben werden. Für die Masterkurse ist ein zweijähriges Studium vorgesehen. Um zu promovieren, muss ein entsprechender dreijähriger Kurs absolviert werden. Außerdem bietet die Joshibi Universität auch ein College-Programm an, das zwei Jahre dauert und ein Studium vorbereitet.
Für eine Zulassung durchlaufen die Kandidatinnen einen Bewerbungsprozess, bei dem ungefähr 60 % der Applikantinnen angenommen werden. Mit 2000–2999 Studentinnen zählt die Joshibi Universität zu den kleineren Hochschulen.
Für das Studium werden zwar Studiengebühren erhoben, aber es werden auch Stipendien vergeben.

## Internationaler Austausch
Die Joshibi Universität unterhält unter anderem mit folgenden ausländischen Partneruniversitäten Austauschprogramme: Friedrich-Alexander-Universität Erlangen-Nürnberg, Universität für angewandte Kunst (Wien), Universität Bangkok, Westböhmische Universität in Pilsen, Accademia di Belle Arti di Brera (Mailand), École Nationale Supérieure d’Arts de Paris-Cergy, Indonesia Institute of the Arts Yogyakarta und Loughborough University.
Ausländische Studierende sind an der Universität willkommen, müssen jedoch fundierte Englischkenntnisse nachweisen und einen legalen Aufenthaltsstatus haben. Für Studierende aus anderen Ländern steht auch ein kostenpflichtiges Studierendenwohnheim zur Verfügung. Im Sommer wird eine zweiwöchige internationale Summer School zur Einführung in die moderne und traditionelle japanische Kunst angeboten, die sich an Interessierte aus anderen Ländern richtet.

## Bekannte Absolventinnen
- Hanamura Eiko
- Minami Tada
- Mizushiri Yoriko
- Kuwasawa Yōko
- Yokoi Teruko
- Chen Jin
- Yamaguchi Yūko